# Чазилари
Чазилари (рос. Чазылары) — сільське поселення (сумон), яке входить до складу Тоджинського кожууна Республіки Тива Російської Федерації. Адміністративним центром є село Чазилари.

## Населення
Населення сумона станом на 1 січня року
| Рік    | 2011 | 2012 | 2013 | 2014 | 2015 |
| ------ | ---- | ---- | ---- | ---- | ---- |
| Насел. | 137  | 138  | 134  | 136  | 139  |